# Stackhousia clementii
Stackhousia clementii är en benvedsväxtart som beskrevs av Karel Domin. Stackhousia clementii ingår i släktet Stackhousia och familjen Celastraceae. Inga underarter finns listade.